# Rocky Balboa
Robert "Rocky" Balboa là nhân vật chính của loạt phim Rocky. Nhân vật được sáng tạo bởi Sylvester Stallone, người cũng thủ vai Rocky trong tất cả bảy phim Rocky. Rocky là một nhân vật luôn phải trải qua nhiều khó khăn và thử thách trong đời sống cũng như trong sự nghiệp boxing chuyên nghiệp. Mặc dù Rocky được khắc họa dựa theo Chuck Wepner (võ sĩ từng đối đầu với Muhammad Ali và thua TKO ở hiệp thứ 15), nhưng tên, hình tượng và lối đánh của nhân vật lấy cảm hứng huyền thoại quyền Anh Rocky Marciano.
Nhân vật này được coi là vai diễn biểu tượng của Stallone và là vai diễn mở ra sự nghiệp của ông. Ông nhân được nhiều lời khen ngợi từ các nhà phê bình trong bộ phim đầu tiên, và nhận được đề cử cho giải Oscar và giải Quả Cầu Vàng. Khi Stallone trở lại với vai Rocky năm 2015 trong phim Creed, diễn xuất của Stallone mang về cho ông giải Quả Cầu Vàng cho nam diễn viên phụ xuất sắc nhất, cùng đề cử Oscar cho nam diễn viên phụ xuất sắc nhất, Giải NBRMP cho nam diễn viên phụ xuất sắc nhất và nhiều giải thưởng khác.

## Tiểu sử
Robert "Rocky" Balboa sinh tại Philadelphia, Pennsylvania, vào ngày 6 tháng 7 năm 1945 (đúng một năm trước sinh nhật của Sylvester Stallone). Ông là người con duy nhất trong một gia đình Công giáo Rôma người Mỹ gốc Ý. Tuy nhiên họ của ông, Balboa/Valboa (nghĩa là "thung lũng xinh đẹp"), có nguồn gốc từ thị trấn nói tiếng Galicia ở tây bắc Tây Ban Nha. Khi cha Carmine nói chuyện với Balboa, điều đó cho thấy ông biết tiếng Ý. Tuy nhiên người ta không rõ ông có nói tiếng Ý tốt không, vì ông luôn trả lời bằng tiếng Anh.
Khi Rocky đưa Adrianna "Adrian" Pennino tới sân trượt băng vào ngày lễ Tạ ơn, anh nói với cô rằng, "À – bố tôi, người chưa bao giờ là người khôn ngoan nhất, bảo tôi rằng – Trời không ban cho tôi sự thông minh, vì thế nên tôi phải sử dụng cơ thể của mình." Điều đó khích lệ anh thi đấu quyền Anh. Anh tập luyện hết sức chăm chỉ để có thể trở thành một tay đấm như thần tượng Rocky Marciano. Do những khoản tiền thưởng khi thi đấu ở câu lạc bộ boxing quá ít ỏi và không thể tìm việc ở bất cứ chỗ nào, Rocky trở thành người thu nợ cho Tony Gazzo. Cho tới năm 1975, Rocky có 64 lần thượng đài, thắng 44 (38 KO) và thua 20. Rocky tự hào rằng anh chưa bao giờ để vỡ mũi trong một trận quyền Anh chuyên nghiệp. Biệt danh của ông "The Italian Stallion" ("ngựa giống Ý").

### Rocky(1975–1976)
Phim bắt đầu vào ngày 25 tháng 11 năm 1975 tại khu ổ chuột ở Kensington, Philadelphia. Rocky Balboa đang so găng với Spider Rico trong một nhà thờ nhỏ. Ở hiệp hai, Rico dùng đầu húc Balboa khiến anh bị rách trán. Rocky liền đáp trả bằng nhiều cú đấm và hạ gục Rico. Ngày hôm sau, Rocky dừng chân ở cửa hàng thú cưng J&M Tropical Fish, nơi anh gặp Adrian Pennino. Adrian tỏ ra ngại ngùng trước Rocky. Sau đó, Rocky tới thu nợ cho ông chủ Tony Gazzo. Bob, người vay nợ, không có đủ tiền trả nợ, nhưng Rocky không bẻ gãy ngón cái của Bob, mặc dù Gazzo bắt anh phải làm vậy. Sau đó, Rocky tới phòng tập boxing địa phương và phát hiện thấy tủ đồ của mình đã bị một tay đấm khác chiếm chỗ. Anh không biết rằng, Mickey Goldmill, ông chủ phòng tập, không hề ghét anh mà luôn tin tiềm năng của Rocky còn có thể tốt hơn nhiều những gì anh thể hiện. Khi Rocky về nhà tối hôm đó, anh gặp Marie, một cô gái trẻ đang đứng chơi với một đám hư hỏng và dẫn cô bé về nhà. Trên đường về Rocky giảng giả cho cô hiểu rằng phải tránh xa những kẻ tệ hại đó. Tuy nhiên khi về tới bậc thềm nhà, Marie nói hỗn với Rocky. Anh về nhà và thất vọng về cuộc sống của mình.
Rocky đạt được ước mơ của mình khi Apollo Creed, nhà vô địch hàng nặng thế giới, quyết định sẽ đấu với một tay đấm dưới cơ sau khi Mac Lee Green, đối thủ dự kiến của anh bị gẫy bàn tay khi tập luyện. Apollo chọn Rocky, vì anh ta thích biệt danh của Rocky, 'The Italian Stallion'.
Sau khi được Apollo chọn, Rocky gặp lại Mickey Goldmill, người tin rằng sẽ giúp Rocky chuẩn bị cho cuộc đấu. Lúc này, Rocky bắt đầu hẹn hò với Adrian. Rocky giúp Adrian trở nên tự tin và mạnh mẽ hơn. Rocky tâm sự với Adrian trước trận đấu rằng, anh biết mình sẽ khó có thể chiến thắng, anh muốn mình có thể hoàn thành trọn vẹn trận đấu.
Vào ngày 1 tháng 1 năm 1976, tại Philadelphia Spectrum, Rocky thượng đài với Apollo, người tỏ ra thờ ơ với việc tập luyện trước trận. Trong hiệp một, Rocky một lần khiến Apollo đo ván, trong khi Apollo đấm vỡ mũi của Rocky. Apollo dần nhận ra rằng mặc dù Rocky không sở hữu những kỹ năng như mình, anh ta vẫn tung ra những cú đấm hiểm hóc, như búa bổ, và cực kỳ khó đánh bại. Ở hiệp 14, Rocky suýt nữa bị hạ gục nhưng vẫn kịp gượng dậy để tung ra nhiều đòn vào phần thân của đối phương; những đòn đánh của Rocky khiến xương sườn Apollo bị gãy ngay trước khi chuông rung lên. Hiệp thứ 15 cũng vẫn bất phân thắng bại, và trước khi tiếng chuông rung lên một lần nữa, Rocky có nhiều cú đánh liên tiếp về phía Apollo. Mặc dù Apollo chiến thắng nhờ quyết định không đồng thuận của tổ trọng tài, đây là lần đầu tiên có một đối thủ có thể trụ hết 15 hiệp khi đối đầu với anh. Cả hai tay đấm đều tuyên bố sẽ không có tái đấu. Sau trận đấu, Adrian leo lên sàn đấu và ôm lấy Rocky.

### Rocky II(bối cảnh 1976)
Sau trận đấu, Apollo đổi ý và muốn tái đấu vì không muốn bị giễu cợt từ cánh báo chí sau khi không thể hạ gục Rocky một cách thuyết phục, cũng như anh cho rằng mình đã không thi đấu hết sức. Apollo muốn đấu với Rocky để chứng tỏ chiến tích của Rocky chỉ là may mắn. Rocky ban đầu từ chối và quyết định giải nghệ. Anh còn thậm chí phải đi phẫu thuật mắt và có nguy cơ bị mù vĩnh viễn. Anh kết hôn với Adrian, và cô muốn anh không dính dáng tới đấm bốc nữa. Tuy nhiên Rocky sớm nhận ra rằng mình không có tương lai gì ở chốn công sở với trình độ lớp tám, và thực tế là anh gần như mù chữ. Số tiền kiếm được từ trận đấu bị tiêu hết nhanh chóng nên Adrian trở lại làm việc tại J&M Tropical Fish. Ban đầu, Rocky không hề bị lung lay bởi chiến dịch công kích của Apollo, nhưng anh lại gặp phải những rắc rối về tiền bạc. Rocky không thể tìm được công việc hậu hĩnh, anh bị đuổi khỏi trường quay quảng cáo, bị từ chối làm việc công sở, và bị đuổi khỏi cơ sở đóng gói thịt Shamrock. Sau khi Apollo chế giễu Rocky trên truyền hình và báo chí, anh quyết tâm tái đấu dù gặp phải sự can ngăn của vợ. Không có sự ủng hộ từ phía Adrian khiến Rocky nản chí và mất tập trung, điều Mick tỏ ra không hài lòng. Adrian hôn mê sau khi hạ sinh con trai đầu lòng, bé Robert Jr. Khi Adrian tỉnh dậy, cô quyết tâm ủng hộ Rocky. Mickey và Rocky cùng nhau miệt mài tập luyện, cố gắng cải thiện tốc độ và khả năng chơi bằng tay phải của Rocky (Rocky thuận tay trái). Apollo cũng tích cực chuẩn bị hơn lần trước. Trận tái đấu diễn ra vào Lễ Tạ ơn. Một lần nữa trận đấu phải bước vào hiệp 15. Tại hiệp cuối, cả Rocky và Apollo gục xuống sàn sau cú đấm thành công bằng tay trái của Rocky. Khi trọng tài Lou Fillipo bắt đầu đếm tới 10, cả Apollo và Rocky đều nhọc nhằn gượng dậy, tuy nhiên Apollo gục ngã ở giây phút quyết định. Rocky đứng dậy thành công và giành chiến thắng nhờ knockout, trở thành nhà vô địch hạng nặng thế giới.

### Rocky III(bối cảnh 1976–1980)
Trong ba năm sau đó, Rocky có 10 lần liên tiếp bảo vệ thành công ngôi vô địch và thu về nhiều tiền tài và danh vọng. Rocky có trận đấu biểu diễn với nhà vô địch đấu vật hạng nặng thế giới, "Thunderlips" (Hulk Hogan) và hai bên ra về với kết quả hòa. Tuy nhiên vào năm 1981, Rocky gặp phải thách thức mới mang tên James "Clubber" Lang (Mr. T). Rocky bất đồng với huấn luyện viên Mickey Goldmill do ông lo sợ sự nguy hiểm của Lang. Mickey cương quyết thôi chức huấn luyện viên của Rocky nếu anh đấu với Lang, nhưng Rocky thuyết phục ông hãy huấn luyện anh thêm một lần cuối. Tuy vậy Rocky không thực sự tập luyện nghiêm túc cho trận đấu. Xô xát nổ ra ngay trước khi trận đấu bắt đầu, Lang xô ngã Mickey khiến Micky lên cơn ngừng tim. Rocky đề nghị hủy trận đấu, nhưng Mickey thuyết phục anh ra đấu nên Rocky đành thuận theo. Rocky bị Lang áp đảo và bị KO ở hiệp hai; sau trận đấu Mick trút hơi thở cuối cùng khiến Rocky tan nát cõi lòng. Sau đám tang Rocky lang thang khắp đường phố Philadelphia. Anh tìm tới phòng tập của Micky và gặp Apollo Creed. Apollo tin rằng Rocky cần tìm lại ngọn lửa chiến đấu. Apollo cùng huấn luyện viên Tony "Duke" Evers đề nghị được huấn luyện Rocky để tái đấu với Lang tại Los Angeles. Khi tập luyện trên bãi biển, Adrian và Rocky tranh cãi nảy lửa, trong khi Apollo muốn tập cho Rocky trở về với các kĩ năng cơ bản. Rocky dần lấy lại tinh thần và loại bỏ những hoài nghi. Với lối đánh tiếp thu từ Apollo cộng với kỹ năng của bản thân, Rocky hạ Lang bằng KO và đòi lại ngôi vô địch. Sau đó, Rocky và Apollo gặp nhau ở phòng tập của Mickey. Creed muốn được đền đáp bằng cách: hai bên tái đấu, chỉ hai người và không có khán giả.

### Rocky IV(bối cảnh 1985)
Năm năm sau trận thắng Clubber Lang, Rocky Balboa giờ đây đã nghỉ hưu, bỏ lại những tháng ngày đấm bốc để ở bên vợ đẹp, con ngoan, cùng 2 người bạn thân là Apollo Creed và Paulie Pennino (anh dâu của Rocky). Vào 1 ngày, bên ngoại giao của Xô Viết tới Mỹ và cho người Mỹ thấy thành quả, 1 tương lai mới cho Quyền Anh, chính là Ivan Drago. Anh ta đô con, với khuôn mặt lạnh như băng. Sau những phát ngôn có phần khinh thường nền boxing của bên Xô Viết, Apollo không thể ngồi yên mà quyết định tái xuất, tuy nhiên Rocky suy nghĩ và nhất quyết can ngăn anh bạn của mình. Rocky biết ở độ tuổi 43 và sau 5 năm không tập luyện tử tế, Apollo khó có thể đánh bại được gã gấu Nga kia. Trong buổi họp báo, Apollo có hành động khiêu khích và hạ thấp Ivan Drago. Trước trận đấu,Apollo vô cùng phô trương, trước sự ngỡ ngàng của Ivan Drago. Sau 1 nửa hiệp 1 có đôi chút áp đảo, Ivan liên tiếp tung những cú đấm trời giáng khiến Creed choáng váng và thấm đẫm máu. Hiệp 1 kết thúc với 1 thế trận áp đảo cho Drago. Rocky chứng kiến và cầu xin Creed để anh chấm dứt trận đấu, nhưng Creed nhất quyết không đồng ý. Hiệp 2 bắt đầu và Creed tiếp tục bị đánh không thương tiếc. Drago đấm Apollo đến mức mặt anh thấm đẫm máu, rơi vào trạng thái bất tỉnh. Drago liên tiếp đấm mặc dù đã có sự ngăn cản của trọng tài. Đến khi Creed không còn cử động, Drago mới dừng tay. Apollo Creed đổ gục xuống sàn, co giật liên hồi trước sự ngỡ ngàng của người Mỹ và sự hả hê của người Xô Viết. Apollo Creed chết ở tuổi 43, khiến Rocky Balboa uất nghẹn trong lòng. Anh quyết định xỏ găng để trả thù cho bạn mình. Anh đặt hẹn trận đấu diễn ra vào 25 tháng 12 tại nước Nga lạnh giá. Rocky cũng quyết định sang Nga cùng vợ và anh dâu cũng như Tony (hlv cũ của Creed) để luyện tập. Trong khi Balboa liên tục tập luyện dưới cái lạnh thấu xương của Xô Viết, bên kia chiến tuyến, Drago cũng liên tục tập luyện để chờ ngày chiến đấu. Gã gấu Nga khiến người xem phải bất ngờ với cú đấm đạt 2100 PSI (điều gần như bất khả thi trong giới boxing). Ngày thi đấu cũng đến, Ngựa giống Ý cao 1m80 so găng với Đấu sĩ Siberia cao 2m. Hiệp 1 là sân chơi của Drago khi liên tiếp những cú nện vào mặt của Balboa. Ngựa giống Ý gần như không thể tung thêm 1 cú đấm. Hiệp 2 bắt đầu với liên hoàn những cú nện vào mặt của Rocky, nhưng sau 1 pha sơ sẩy, Drago đã bị Rocky đấm rách mặt và liên tục bị gã ngựa giống cho ăn đòn, đến mức khi hồi chuông báo nghỉ đã vang lên, Ngựa giống vẫn liên tiếp đánh túi bụi vào mặt gã gấu Nga. Hiệp 3 và những hiệp sau đó là liên tiếp những cú đánh trả tàn nhẫn từ 2 võ sĩ. Rocky bền bỉ đến mức Ivan Drago coi anh như "một cục sắt". Đến hiệp 15, Drago đã thấm mệt trước "cục sắt" Rocky. Rocky liên tục dồn những cú đấm vào bụng và những cú móc vào mặt. Ivan Drago ngã gục trước sự chứng kiến của người Xô Viết và sự hò reo của người Mỹ. Rocky Balboa chiến thắng trong sự sung sướng vì đã trả được mối thù cho Creed.